# Ilan Ramon
Ilan Ramon (Ramat Gan, 20 de junho de 1954 – Texas, 1 de fevereiro de 2003) foi o primeiro astronauta de Israel e morreu junto com outros seis tripulantes a bordo da nave Columbia, que se desintegrou ao reentrar na atmosfera, em fevereiro de 2003.
Bacharel em eletrônica e engenharia de computadores pela Universidade de Tel Aviv, Ramon foi um dos melhores pilotos militares de Israel, com experiência em diversos tipos de caças de combate e interceptação, como os Mirage III e os F-16 Falcon - tendo combatido na Guerra do Yom Kippur, com apenas 19 anos (1973) - e participante do esquadrão de caças bombardeiros que destruiu a usina nuclear de Osiraq, no Iraque, em 1981 na chamada Operação Ópera.
Em 1997, então coronel da Força Aérea Israelense, integrou-se à NASA na função de especialista em cargas, e fez seu primeiro voo ao espaço na fatídica missão STS-107 do ônibus espacial Columbia, morrendo com os outros seis tripulantes, após 16 dias em órbita.
Foi condecorado postumamente com a Medalha Espacial de Honra do Congresso dos Estados Unidos e é oficialmente reconhecido como Herói Nacional de Israel.
O seu filho mais velho, o tenente Asaf Ramon, de 21 anos, morreu em 13 de setembro 2009, durante um voo de treinamento de rotina quando pilotava um caça F-16A, 3 meses depois de graduar na academia de voo da aeronáutica israelense como melhor cadete de sua classe.